# Armée de Marie
Ne doit pas être confondu avec Légion de Marie.
L'Armée de Marie est un groupe se prétendant d’inspiration catholique. L'association déclare que son but est « la sanctification des âmes par la dévotion aux trois blancheurs : l’Eucharistie, Marie et le pape ». Elle constitue une église indépendante connue également sous le nom de  Communauté de la Dame de tous les peuples en référence aux apparitions mariales d'Amsterdam condamnées par l’Église catholique.
Les membres du groupe ont été excommuniés par l'Église catholique en 2007.

## Présentation
Le mouvement dit s’appuyer sur la doctrine catholique et la vie mystique de sa fondatrice, Marie-Paule Giguère, née au Québec en 1921 et morte en 2015. Son autobiographie, qui s'intitule Vie d'Amour, est la somme de nombreux volumes. Elle y relate sa vie personnelle et mystique dans le premier volume, tandis que les volumes suivants traitent de l'évolution de l'Armée de Marie. Selon le mouvement, Marie est la « co-rédemptrice » ou la « Dame de tous les Peuples » en référence aux prétendues apparitions d'Amsterdam condamnées par l’Église catholique.
L'Armée de Marie se nomme aussi « Communauté de la Dame de tous les Peuples ». L'organisation a créé une institution à part entière, l'Église de Jean. L'Armée de Marie est une religion qui se désigne comme "paulienne" (en référence à sa fondatrice et mystique Mère Paul-Marie ou Marie-Paule). Dans sa liturgie, marquée par un syncrétisme qui la détache de façon générale du christianisme, elle inclut le "Patrimoine de l'Humanité" comprenant des textes d'autres religions (amérindienne, hindoue, islam etc.).

## Historique

### Années 1970 à 1999
L'Armée de Marie est fondée au Canada par Marie-Paule Giguère le 28 août 1971 à Lac-Etchemin. Le 4 novembre 1972, le père Philippe Roy est nommé directeur général de l'Armée de Marie.
Le 10 mars 1975, elle est approuvée comme association pieuse par le cardinal Maurice Roy, archevêque de Québec et primat de l'Église du Canada. Par la suite, son successeur, le cardinal Louis-Albert Vachon, révoque le titre d'association pieuse le 4 mai 1987.
Le 30 mai 1999, l'Armée de Marie a été incorporée dans la Communauté de la Dame de tous les peuples lors d'une cérémonie à Montmagny.

### Années 2000 à ce jour
Leur lieu de culte principal a été ouvert le 25 mars 2000 à Lac-Etchemin au Québec et se nomme « Centre eucharistique et marial Spiri-Maria. » Il s'agit d'un centre de retraites eucharistiques et mariales et d'une chapelle où se déroulent leurs cérémonies liturgiques. La construction d’une basilique dans le même village est aussi planifiée pour le futur.
En 2001, une note doctrinale des évêques catholiques du Canada, approuvée par la Congrégation pour la Doctrine de la foi, confirme que les enseignements de l'Armée de Marie sont contraires à la doctrine catholique sur des points fondamentaux.
Le 17 septembre 2006, Pierre Mastropietro est intronisé comme « père de l'Église de Jean » sous le nom de « Padre Jean Pierre »,. il est couronné par la fondatrice, recevant ainsi le titre de « premier père de l'Église de Jean » et devenant donc le premier évêque de cette église, acte qui le place en état d'excommunication. Depuis il a ordonné des prêtres et administré le sacrement de confirmation ce qui lui a été aussi reproché par la Congrégation pour la doctrine de la foi.
Le mouvement est exclu de l'Église catholique en avril 2007 par le cardinal Marc Ouellet et ses membres sont excommuniés. Cette décision est confirmée quelques mois plus tard par la Congrégation pour la doctrine de la foi. Cette décision rendra le mouvement indépendant du christianisme, lui permettant une plus grande liberté.
Le 31 mai 2007, Padre Jean-Pierre promulgue le dogme de Marie co-rédemptrice, Médiatrice et Avocate.
Le 31 mai 2008, Marie-Paule reçoit le titre de « Souveraine de la Terre »,. Le lendemain, le 1er juin 2008, Padre Jean-Pierre procède à la canonisation du père Philippe Roy[Qui ?],.
Le 31 mai 2009, Marie-Paule est canonisée de son vivant par Padre Jean-Pierre.
Le 30 mai 2010, Padre Jean Pierre sacre Marc Bosquart, de nationalité belge et théologien du mouvement, comme roi d'Église sous le nom de Marc-André 1er. Le 31 mai de la même année, Marc-André 1er déclare que Marie-Paule est Mère du Royaume et Mère de toutes les âmes. Le même jour, Padre Jean-Pierre déclare Marie-Paule docteur de l'Église.
Le 15 septembre 2012, Pierre André, de nationalité Belge, âgé de 69 ans, habitant Kain, près de Tournai en Belgique, reçoit une ordination sacerdotale de Padre Jean Pierre. Le 30 janvier 2013, l'évêque de Tournai annonce par un communiqué l'excommunication de Pierre André et l'invalidité du sacrement qu'il a reçu. L'évêque de Tournai déclare que ceux qui adhèrent à ce mouvement encourent l'excommunication.
Le 25 avril 2015, la fondatrice de l'Armée de Marie décède à l'âge de 93 ans.
Dans le no 247 (Juillet-Août 2017) de la revue Le Royaume, il est affirmé que « Jésus n'est plus seul aujourd'hui dans l'Eucharistie, Marie-Paule y est avec Lui. » Cela est à comprendre par rapport à la forme de Quinternité de la Communauté de la Dame de Tous les Peuples à laquelle celle-ci adhère : le Père (Dieu), le Fils (Jésus-Christ), la Mère (la Vierge Marie, divine), la Fille (Marie-Paule, divine) et l'Unité de l'Esprit. Le signe de croix est lui aussi adapté en fonction de cette Quinternité (Au nom du père et du fils, de la mère et de la fille, dans l’unité de l’esprit)